# Jordan

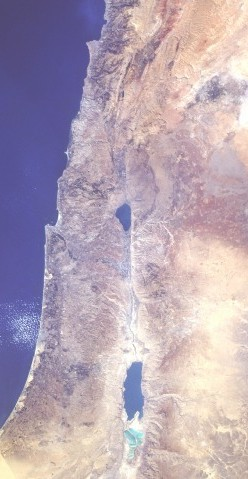
Der Jordan mit Umgebung aus dem Weltraum gesehen

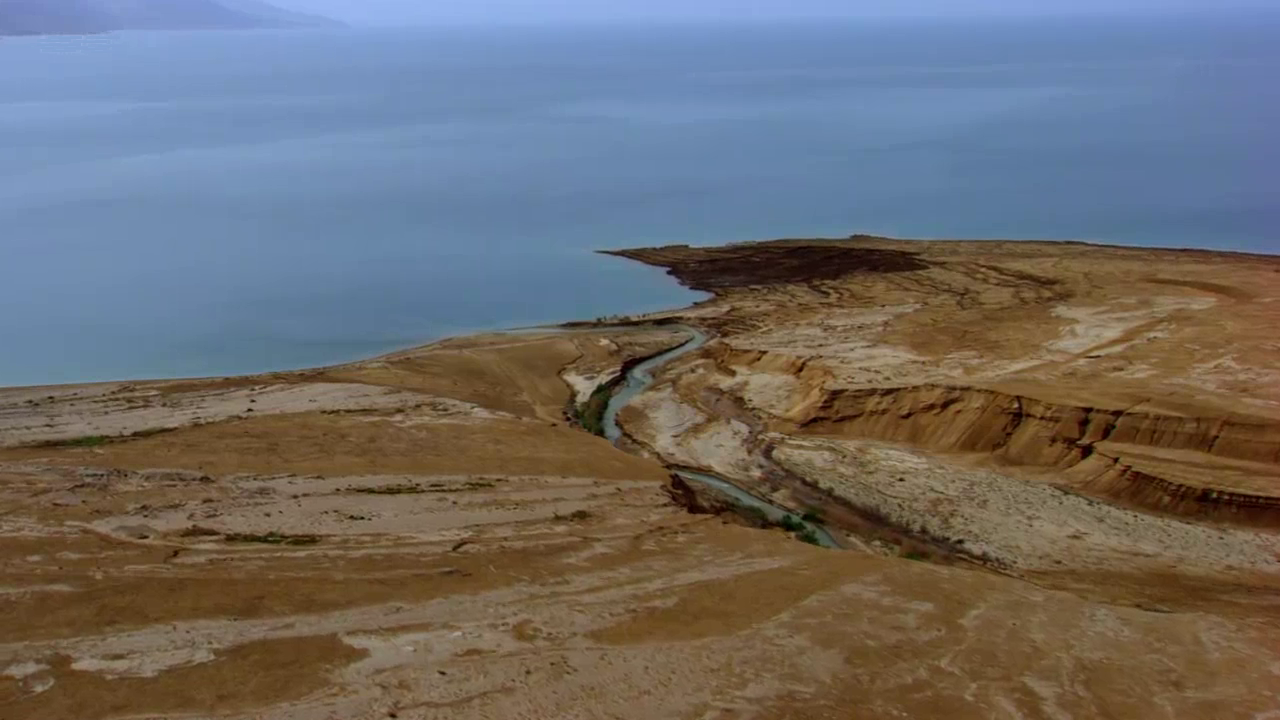
Jordan-Mündung ins Tote Meer

Der Jordan (hebräisch נְהַר הַיַּרְדֵּןNəhar ha-Jardenⓘ, sinngemäß „der herabsteigende Fluss“; arabisch نهر الأردن, DMG nahr al-Urdunn) ist ein Fluss im Nahen Osten. Gemäß der biblischen Überlieferung bildete der Jordan die von Gott versprochene Grenze des Landes Israel zu den anderen Völkern vor der Landnahme der Israeliten, die jedoch auch den ostjordanischen Baschan eroberten.

## Geographie des Flusses
Die Quellflüsse des Jordans – der Hasbani im Libanon, der Dan im nördlichen Israel und der Banyas (auch Hermonfluss genannt) in den nördlichen Golanhöhen – entspringen im Gebiet um das Hermongebirge. Sie vereinigen sich in der Gegend um Sede Nehemija zum Jordan, der danach in südlicher Richtung die Huleebene Nordgaliläas durchquert, bevor er bei Bethsaida in den See Genezareth mündet. Südlich des Sees tritt er in den Jordangraben ein und nimmt in seinem weiteren Verlauf linksseitig die beiden einzigen größeren Zuflüsse, Jarmuk und Jabbok, auf. Südöstlich von Jericho mündet er in das Tote Meer, einen abflusslosen Endsee.
Zur Länge des Jordans gibt es unterschiedliche Angaben. Die Entfernung (Luftlinie) zwischen dem Zusammenfluss seiner Quellflüsse und seiner Mündung ins Tote Meer beträgt etwa 170 km. Für den Abschnitt zwischen dem See Genezareth und dem Toten Meer mit zahlreichen Krümmungen wird gelegentlich eine Länge von 210 km angegeben, wobei die beiden Seen nur 105 km voneinander entfernt sind und der Jordan ihre einander zugewandten Ufer verbindet.
In seinem beinahe gesamten südlichen Flussverlauf (mit Ausnahme der Strecke vom See Genezareth bis Bet Sche’an) bildet der Jordan die Grenze zwischen Israel und Jordanien. Im nördlichen Bereich fließt er entlang der Golanhöhen.
Der Jordangraben mit dem Toten Meer bildet eine geologische Senke und ist als Transformstörung stark erdbebengefährdet.
Zur Geologie und Hydrologie des Jordan und seiner Umgebung siehe Palästina (Region).

## Politische Bedeutung
Durch seine Grenzlage spielt der Jordan in der Politik des Nahen Ostens eine wichtige Rolle. Der Jordan führt das ganze Jahr über vergleichsweise viel Wasser. Israel betrachtet den Fluss und den See Genezareth als zentrales Element der Trinkwasserversorgung, die anderen Anrainerstaaten (Libanon, Syrien und Jordanien) verlangen ihrerseits einen angemessenen Anteil am Wasser des Flusssystems.
Im Verhältnis Israel-Jordanien konnte der Fluss zum Frieden beitragen. Artikel 6 des israelisch-jordanischen Friedensvertrages, der am 26. Oktober 1994 von König Hussein von Jordanien, dem israelischen Ministerpräsidenten Jitzchak Rabin und von US-Präsident Bill Clinton in Washington unterzeichnet wurde, enthält die vertragliche Zusicherung, dass Jordanien größere Mengen Trinkwasser aus dem Fluss entnehmen darf.
Im Verhältnis Israels zu Syrien trägt der Jordan eher zur Krise bei: Die Sorge, Syrien könnte Israel „das Wasser abgraben“, ist ein wesentlicher Grund dafür, dass sich Israel weigert, die Golanhöhen zurückzugeben.
Siehe auch: Jordan-Wasserfrage

## Wassernutzung
Der Jordan ist die wichtigste Süßwasserquelle sowohl für Israel als auch für Jordanien. So werden von 1200 Millionen Kubikmeter Wasser, die der Jordan im Jahr führt, von Israel allein aus dem See Genezareth 500 Millionen Kubikmeter entnommen. Dieses Wasser dient vor allem zur Bewässerung der Landwirtschaft in der Negev-Wüste und zur Versorgung der Städte mit Trinkwasser.
Durch die ständige Wasserentnahme verkommt der Jordan im Verlauf zum Rinnsal aus Abwässern. Jährlich fließen nur noch 200 Millionen Kubikmeter Wasser in das Tote Meer, was zu einer dramatischen Abnahme seines Wasserstandes führt.
Bei der Uno-Klimakonferenz 2022 im ägyptischen Scharm asch-Schaich unterzeichneten Israel und Jordanien eine Absichtserklärung zum Schutz des Jordan-Flusses.

## Religiöse Bedeutung
Im Judentum hat der Jordan Bedeutung als der Fluss, den das Volk Israel bei der Landnahme nach der Wanderung durch die Wüste unter der Führung Josuas überschritt (Jos 3 ), und als verheißene Grenze Israels.
In der Gegend um Jericho wird die Stelle lokalisiert, an der sich nach neutestamentlicher Überlieferung Jesus von Johannes dem Täufer taufen ließ. Durch dieses für Christen bedeutsame Ereignis wurde der Jordan zu einem hoch frequentierten Pilgerziel mit zahlreichen Taufstellen, wie beispielsweise in Jardenit am Südende des Sees Genezareth. Auch wird Jordanwasser teils für Taufen an anderen Orten verwendet, so wurden beispielsweise der englische Prinz George of Wales oder die spanische Prinzessin Sofía de Borbón y Ortiz mit Jordanwasser getauft.
Sein Überschreiten als Übergang aus der feindseligen Fremde in das Land der Verheißung wird daher häufig als Allegorie für das Sterben verwendet, so auch in der deutschen Redensart „über den Jordan gehen“.